# Ільдус
Ільду́с (рос. Ильдус, башк. Илдус) — присілок у складі Дюртюлинського району Башкортостану, Росія. Входить до складу Старобаїшевської сільської ради.
Населення — 41 особа (2010; 46 у 2002).
Національний склад:
- башкири — 87 %